# Heinz-Wolfgang Schnaufer
Heinz-Wolfgang Schnaufer (Calw, 16 de fevereiro de 1922 — Bordéus, 15 de julho de 1950) foi um piloto de caça noturno alemão da Luftwaffe e o ás de caça noturno com maior número de vitórias na história da guerra aérea. Voou em 164 missões de combate, abateu 121 aeronaves inimigas (todas à noite, e sendo 114 bombardeiros quadrimotores), pelo qual ele foi condecorado com a Cruz de Cavaleiro da Cruz de Ferro com Folhas de Carvalho, Espadas e Diamantes, a mais alta condecoração militar da Alemanha na época, em 16 de outubro de 1944. Ele foi apelidado de "O Fantasma de St. Trond ", devido à localização da base de sua unidade na Bélgica ocupada.
Nascido em Calw, Schnaufer cresceu na República de Weimar e na Alemanha Nazista. Já piloto de planador na escola, ele começou o serviço militar na Wehrmacht ao ingressar na Luftwaffe em 1939. Depois de treinar em várias escolas de pilotos e pilotos de caça, ele foi enviado para o Nachtjagdgeschwader 1 (NJG 1), operando na Frente Ocidental, em novembro de 1941. Ele voou suas primeiras missões de combate em apoio à Operação Cerberus, a fuga dos navios alemães Scharnhorst, Gneisenau e Prinz Eugen de Brest. Schnaufer participou da campanha de Defesa do Reich a partir de 1942, na qual alcançaria a maior parte de seu sucesso. Ele reivindicou sua primeira vitória aérea na noite de 1–2 de junho de 1942. À medida que a guerra avançava, ele acumulou mais vitórias e mais tarde tornou-se líder de esquadrão e comandante de grupo. Ele foi premiado com a Cruz de Cavaleiro da Cruz de Ferro em 31 de dezembro de 1943 por alcançar 42 vitórias aéreas.
Schnaufer alcançou sua 100.ª vitória aérea em 9 de outubro de 1944 e foi premiado com os Diamantes por sua Cruz de Cavaleiro da Cruz de Ferro com Folhas de Carvalho e Espadas em 16 de outubro. Ele foi nomeado Geschwaderkommodore (comandante da ala) do Nachtjagdgeschwader 4 (NJG 4) em 4 de novembro. Ao final das hostilidades, a tripulação de caças noturnos de Schnaufer mantinha a distinção única de que cada membro—operador de rádio e artilheiro aéreo—era condecorado com a Cruz de Cavaleiro da Cruz de Ferro. Schnaufer foi feito prisioneiro de guerra pelas forças britânicas em maio de 1945. Após sua libertação, um ano depois, ele voltou para sua cidade natal e assumiu o negócio de vinhos da família. Ele sofreu ferimentos em um acidente de automóvel em 13 de julho de 1950 durante uma visita de compra de vinho à França e morreu em um hospital de Bordéus dois dias depois.

## Juventude
Heinz-Wolfgang Schnaufer nasceu em 16 de fevereiro de 1922 em Calw, localizado no Estado Popular Livre de Württemberg do Reich Alemão, durante a era da República de Weimar. Ele foi o primeiro de quatro filhos do engenheiro mecânico e comerciante Alfred Schnaufer e sua esposa Martha. Os outros três filhos eram seu irmão Manfred, sua irmã Waltraut e seu irmão Eckart. Seu pai possuía e dirigia o negócio da família, a vinícola Schnaufer-Schlossbergkellerei, em Lederstraße, Calw.

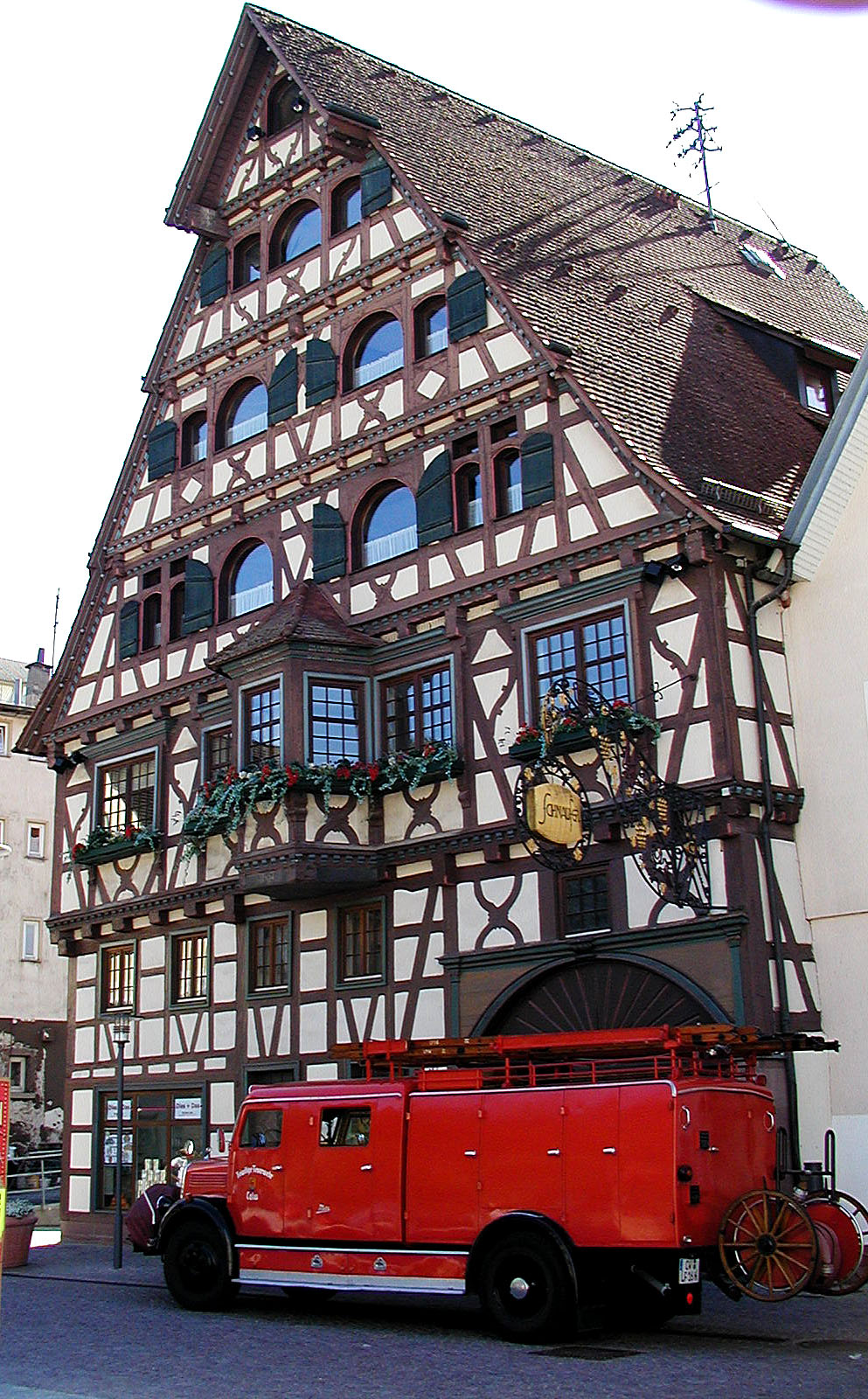
Casa Schnaufer
Casa do Schlossbergkellerei

A vinícola foi fundada por seu pai e seu avô, Hermann Schnaufer, em 1919, logo após a Primeira Guerra Mundial. Após a morte de seu avô em 1928, a vinícola era administrada apenas por seu pai. Quando seu pai morreu inesperadamente em 1940, sua mãe dirigiu o negócio até que os filhos assumiram a vinícola após a Segunda Guerra Mundial. A empresa, então, expandiu os negócios e, além da vinícola, ofereceu importação de vinhos, espumantes e uma destilaria para vinhos e licores. O canal de distribuição trabalhou com agentes e escritórios de vendas em toda a Alemanha.
Schnaufer, aos seis anos, foi para a Volksschule local (escola primária) em Calw. Depois de completar a quarta série, ele recebeu dois anos de escolaridade na Oberschule, também em Calw. Em tenra idade, ele expressou seu desejo de ingressar em uma organização de caráter militar e ingressou no Deutsches Jungvolk (Juventude Alemã) em 1933. Depois de concluir sua sexta série na escola, ele fez e passou no exame de admissão no NPEA Backnang (Nationalpolitische Erziehungsanstalt —Napola), uma escola secundária de internato fundada sob o recém-estabelecido estado nazista. O objetivo das escolas Napola era criar uma nova geração para a liderança política, militar e administrativa do Terceiro Reich.
Schnaufer era considerado um aluno muito bom, terminando todos os anos como o primeiro da turma. Aos dezessete anos, ele se formou com seu Abitur (diploma) em novembro de 1939 com distinção. Na escola Napola, ele também recebeu o distintivo de esportes da juventude do Reich (Reichsjugendsportabzeichen), o certificado básico da Associação Alemã de Salvamento de Vidas (Deutsche Lebens-Rettungs-Gesellschaft), o distintivo de bronze Juventude Hitlerista-Desempenho (HJ-Leistungsabzeichen) e completou sua licença B para pilotar aviões planadores.
Em 1939, Schnaufer foi um dos dois alunos destacados para o Napola em Potsdam. O Pelotão Voador (Fliegerzug) estacionado em Potsdam centralizou todos os voadores destinados a todos os Napolas. Aqui, ele aprendeu a pilotar planadores, primeiro em saltos curtos no DFS SG 38 Schulgleiter e, mais tarde, no Göppingen Gö 4 de dois lugares, que foi rebocado por um Klemm Kl 25. Durante sua estada em Potsdam, o produtor de cinema Karl Ritter estava fazendo o filme Cadetes da Ufa em Potsdam. A Napola havia destacado duas empresas para trabalhar no filme, entre elas a Schnaufer. Ainda não está claro exatamente qual papel ele desempenhou neste filme.
Após sua formatura na escola, Schnaufer foi aprovado nos exames de admissão para oficiais cadetes da Luftwaffe. Ele ingressou na Luftwaffe em 15 de novembro de 1939 e realizou seu treinamento militar básico no Fliegerausbildungsregiment 42 (42º Regimento de Treinamento de Voo) em Salzwedel. Schnaufer foi nomeado Fahnenjunker (cadete) em 1 de abril de 1940. Ele então recebeu seu treinamento de voo na Flugzeugführerschule A/B 3 (FFS A/B 3—escola de voo para a licença de piloto) em Guben, agora o Aeroporto Cottbus-Drewitz. Ele completou seu treinamento de voo A/B em 20 de agosto de 1940. Ele foi treinado para voar o Focke-Wulf Fw 44, Fw 56 e Fw 58, e o Heinkel He 72, HD 41 e He 51, o Bücker Bü 131, o Klemm Kl 35, o Arado Ar 66 e Ar 96, o Gotha Go 145 e os Junkers W 34 e A 35.
Schnaufer então frequentou a Flugzeugführerschule C 3 (FFS C 3—escola de voo avançada) em Alt Lönnewitz perto de Torgau e a escola de voo para cegos Blindflugschule 2 (BFS 2—2ª escola de voo para cegos) em Neuburgo do Danúbio de agosto de 1940 a maio de 1941. Isso o qualificou para voar em aeronaves multimotoras. Durante esta atribuição, ele foi promovido a Fähnrich (cadete sargento) em 1 de setembro de 1940, a Oberfähnrich (posto equivalente a Sargento-mor da Companhia) em 1 de fevereiro de 1941 e ao posto de oficial de Leutnant (segundo tenente) em 1 de abril de 1941. Ele foi então enviado por dez semanas para a Zerstörerschule (escola de destróieres) em Wunstorf perto de Hanover.
Em Wunstorf, Schnaufer e o operador de rádio (Bordfunker) Friedrich Rumpelhardt foram designados como uma equipe de tripulantes em 3 de julho de 1941. O operador de rádio anterior de Schnaufer provou ser incapaz de lidar com acrobacias, e Schnaufer testou exaustivamente a capacidade de Rumpelhardt de lidar com acrobacias antes de se unirem. Aqui os dois decidiram se voluntariar para pilotar caças noturnos para se defender contra a crescente ofensiva do Comando de Bombardeiros da RAF (RAF) contra a Alemanha. Após o treinamento em Wunstorf, os dois foram enviados para o Nachtjagdschule 1 (1ª escola de caça noturno) em Schleißheim perto de Munique, anteriormente a Zerstörerschule 1 (ZS 1—1ª escola de destróieres), para aprender os rudimentos do combate noturno. O treinamento noturno foi realizado no Ar 96, no Fw 58 e no Messerschmitt Bf 110.

## Segunda Guerra Mundial
Em 1 de novembro de 1941, Schnaufer foi designado para servir junto ao Stab do II/NJG 1 (Gruppe II da Nachtjagdgeschwader 1). Sediada inicialmente em Stade, próxima a Hamburgo, a NJG 1 reunia os pioneiros da aviação de caça noturna alemã. Aqui, Schnaufer foi designado para o 5. Staffel (5./NJG 1). Os Bf 110 do II./NJG 1 na época não estavam equipados com radar aerotransportado, como o radar Lichtenstein. As táticas de interceptação de caça noturno amadureceram desde seu início em julho de 1940, e o II. Gruppe já havia sido creditado com 397 vitórias. As missões contra bombardeiros inimigos da época geralmente eram realizadas por meio de interceptação controlada por solo, embora a Luftwaffe já estivesse fazendo experiências com radares aerotransportados. Este sistema de defesa aérea, consistindo em uma série de estações de radar com cobertura sobreposta, em três camadas de profundidade, foi concebido pelo Generalleutnant Josef Kammhuber e foi organizado na chamada Linha Kammhuber. Conceitualmente, o sistema era baseado em uma combinação de estações de radar terrestres, luzes de busca e um Jägerleitoffizier (oficial de controle do piloto de caça). O Jägerleitoffizier eve que vetorizar o caça noturno aerotransportado por meio de comunicação de rádio a um ponto de interceptação visual do bombardeiro iluminado. Essas táticas de interceptação eram conhecidas como procedimento de Himmelbett.
Em 15 de janeiro de 1942, o II./NJG 1 foi transferido para Sint-Truiden—Saint-Trond na pronúncia francesa—na Bélgica. Schnaufer entrou no serviço de linha de frente no momento em que a RAF estava reavaliando a ofensiva aérea contra a Alemanha. A eficácia do Comando de Bombardeiro Britânico para atingir alvos alemães com precisão foi questionada pelo Secretário do Gabinete de Guerra David Bensusan-Butt,que publicou o Relatório Butt em agosto de 1941. O relatório em partes concluiu que as tripulações britânicas falharam em navegar, identificar e bombardear seus alvos. Embora o relatório não tenha sido amplamente aceito pelos comandantes da RAF, o primeiro-ministro Winston Churchill, instruiu o comandante-chefe Richard Peirse que durante os meses de inverno apenas operações limitadas deveriam ser conduzidas. As operações de voo também foram prejudicadas pelo mau tempo nos primeiros meses de 1942, portanto, o II./NJG 1 teve uma ação muito limitada durante esse período.

### Operação Cerberus e piloto de caça noturno
Em 8 de fevereiro de 1942, O II. Gruppe foi transferido para a Base Aérea de Koksijde sem ter obtido nenhuma vitória enquanto estava estacionado em Sint-Truiden. O objetivo desta missão era dar proteção aos encouraçados alemães Scharnhorst e Gneisenau e ao cruzador pesado Prinz Eugen no rompimento de Brest para a Alemanha. Em apoio a isso, a Luftwaffe sob a liderança do General der Jagdflieger Adolf Galland, formulou um plano de superioridade aérea apelidado de Operação Donnerkeil para a proteção dos três navios capitais alemães. O II./NJG 1 foi informado desses planos na manhã de 12 de fevereiro. O plano previa a proteção dos navios alemães a todo custo. As tripulações foram informadas de que, se ficassem sem munição, teriam de abalar a aeronave inimiga. Para alívio dos pilotos, eles foram designados para as reservas de primeira linha.
A operação, que pegou os britânicos de surpresa, foi bem-sucedida e os caças noturnos foram mantidos em suas funções de reserva. Na noite de 12 de fevereiro, o II./NJG 1 foi transferido para o Aeroporto de Amesterdã Schiphol. Na tarde de 13 de fevereiro, Schnaufer voou em uma missão de reconhecimento sobre o IJsselmeer e o Mar do Norte e, em seguida, mudou-se para Westerland, na ilha de Sylt. Eles então se mudaram novamente para Aalborg-Oeste na Dinamarca, de onde fizeram um voo de baixo nível em formação cerrada sobre o Escagerraque, pousando em Stavanger-Sola. Nos dias seguintes, eles operaram do campo de aviação em Forus, fazendo um pouso de curto prazo em Bergen-Herdla. No total, Schnaufer fez dois voos operacionais sem contato com o inimigo. Após esta atribuição eles se mudaram para o 5. Staffel, nova base na Alemanha, Bonn-Hangelar via Oslo-Gardermoen, Aalborg, e Luneburgo.

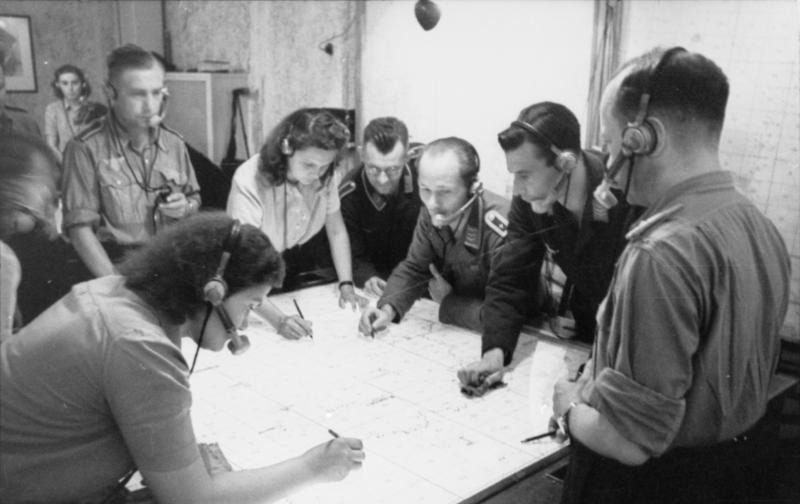
Centro de controle de rádio para caças noturnos, Jägerleitoffiziere e assistentes traçando cursos e dirigindo os caças aerotransportados.

Após a análise do Relatório Butt, o Alto Comando Britânico tomou uma série de decisões em fevereiro de 1942 que mudaram a natureza da guerra dos bombardeiros contra a Alemanha. Em 14 de fevereiro, o marechal Norman Bottomley emitiu a "Diretiva de Bombardeio de Área ", que suspendeu as restrições impostas aos bombardeiros em 1941. O marechal-chefe Arthur Harris, comumente conhecido como "Bomber" Harris, foi nomeado comandante-chefe da Comando de Bombardeiro. Essas decisões, juntamente com a introdução do Gee, um sistema de navegação por rádio que permitiu uma melhor localização de alvos e precisão de bombardeio, levaram ao primeiro ataque de bombardeiros aliados. Na Operação Millennium, a RAF mirou e bombardeou Colônia na noite de 30–31 de maio de 1942.
Schnaufer não participou das missões em defesa de Colônia. O procedimento de Himmelbett teve limitações no número de aeronaves que podem ser controladas. Portanto, apenas as tripulações mais experientes foram destacadas, e Rumpelhardt e Schnaufer, que ainda não haviam conquistado sua primeira vitória aérea, foram deixados de fora. Antes da Operação Millennium, Schnaufer foi nomeado Technischer Offizier (Oficial Técnico) em 10 de abril de 1942 e foi localizado em Sint-Truiden novamente. Como Oficial Técnico, Schnaufer era responsável pela supervisão de todos os aspectos técnicos, como manutenção de rotina, reparos e modificações do Gruppe. Nessa função, ele não era mais um membro do 5. Staffel, mas passou a ser membro do Stab (staff) de II./NJG 1.
Schnaufer conquistou sua primeira vitória aérea em sua décima terceira missão de combate realizada um dia após o ataque a Colônia na noite de 1–2 de junho de 1942. Nominalmente, este foi o segundo ataque de bombardeiros da RAF contra a Alemanha, embora a força de ataque na verdade contasse com 956 aeronaves. Schnaufer abateu um Handley Page Halifax ao sul de Louvain, na Bélgica. A aeronave provavelmente era Halifax W1064 do Esquadrão N.º 76 da RAF pilotado pelo Sargento Thomas Robert Augustus West,que foi abatido às 01:55 em 2 de junho de 1942 e caiu em Grez-Doiceau, 15 quilômetros (9,3 mi) ao sul de Louvain. West e outro membro da tripulação foram mortos. Esta vitória foi alcançada por interceptação controlada em solo através da Linha Kammhuber. Uma vez perto do alvo, Rumpelhardt havia visualmente encontrado o bombardeiro e direcionado Schnaufer para a posição de ataque por baixo e pela popa. O Halifax pegou fogo após dois passes de tiro. Durante esta missão, o oficial de voo Himmelbett os transportou para um segundo bombardeiro, um Bristol Blenheim. O ataque teve que ser abortado depois que Hauptmann Walter Ehle abateu o bombardeiro de uma posição de ataque mais favorável. Pouco antes das 03:00, eles estavam voando nas proximidades de Gante, eles avistaram outro alvo. Schnaufer fez dois ataques malsucedidos. Durante seu terceiro ataque, que diminuiu a distância para 20 metros (66 pé), eles foram atingidos por tiros defensivos. Schnaufer foi atingido na panturrilha esquerda, o motor de bombordo estava queimando, os cabos de controle do leme foram cortados e um curto-circuito elétrico fez com que as luzes de pouso ficassem permanentemente acesas. Rumpelhardt e Schnaufer consideraram o resgate, mas decidiram fazer uma tentativa para seu campo de aviação de casa depois que conseguiram apagar as chamas e religar o motor. Enquanto Rumpelhardt fazia contato por rádio com a base aérea de Sint-Truiden, Schnaufer pousou a aeronave sem controle de leme e apenas com ailerons e potência do motor. Esta foi a única vez em que sua aeronave sofreu danos em combate ou algum membro da tripulação foi ferido. Tanto Rumpelhardt quanto Schnaufer receberam a Cruz de Ferro de 2.ª classe (Eisernes Kreuz 2. Klasse) por sua primeira vitória aérea. Schnaufer esperava poder permanecer na ativa e que a bala alojada em sua panturrilha se isolasse. No entanto, ele teve que ser internado em um hospital em Bruxelas de 8 a 25 de junho para uma cirurgia. Rumpelhardt teve licença para voltar para casa até 26 de junho, enquanto Schnaufer estava no hospital.

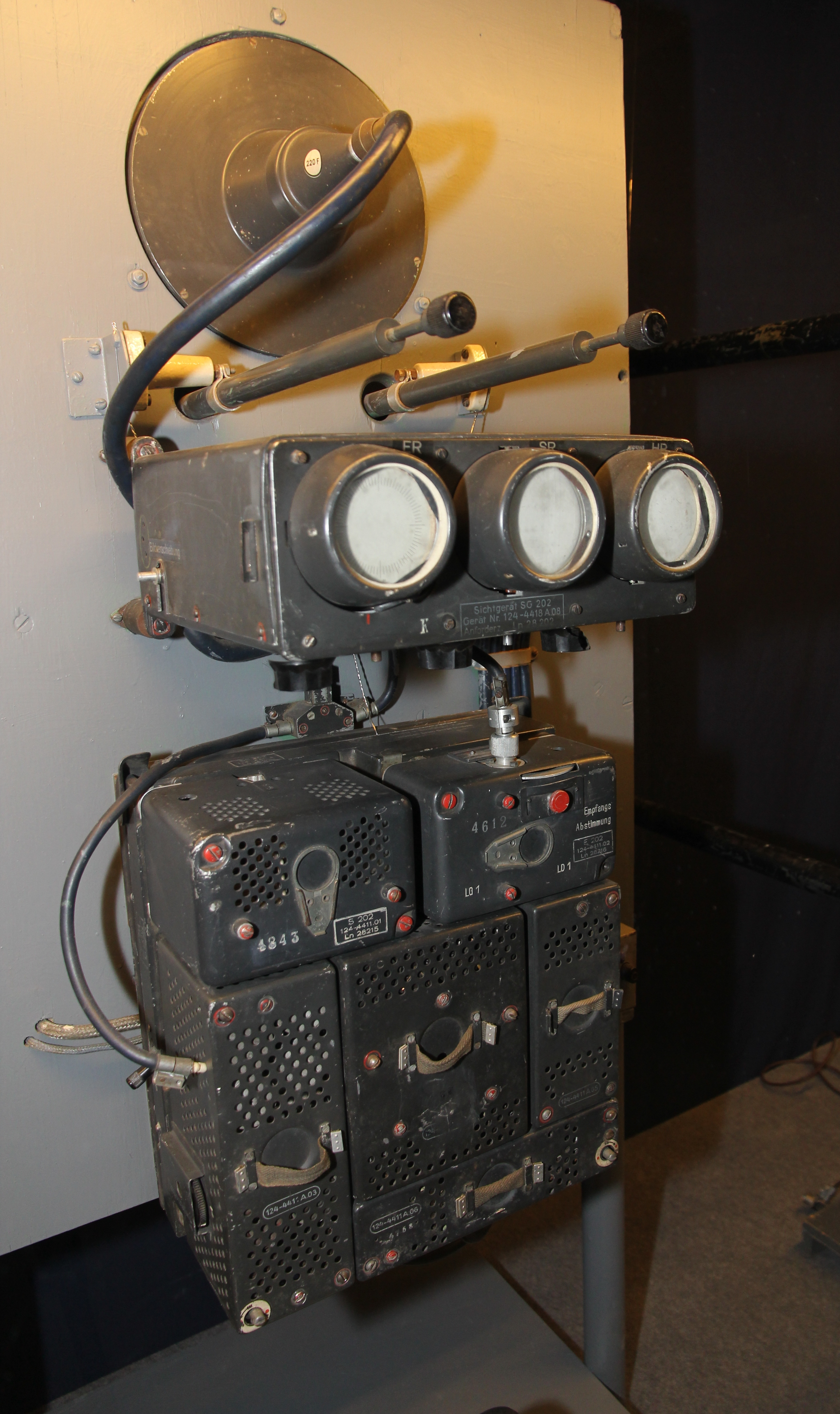
Tubos de raios catódicos Lichtenstein:
O tubo esquerdo indicava outras aeronaves à frente como saliências.
O tubo central indicava a faixa para um alvo específico e se eles eram mais altos ou mais baixos.
O tubo direito indicava se o alvo estava à esquerda ou à direita.

Schnaufer teve que esperar dois meses para alcançar outra vitória, alegando a destruição de dois Vickers Wellingtons e um Armstrong Whitworth Whitley no espaço de 62 minutos nas primeiras horas de 1 de agosto. primeiro Wellington, originalmente identificado pela tripulação como um Halifax, foi severamente danificado 3 000 metros (9 800 pé) acima da Holanda e forçado a aterrissar, matando o artilheiro de ar às 2:47 horas. O segundo Wellington foi derrubado por 3 800 metros (12 000 pé) sobre Bruxelas, matando todos a bordo às 3:17 horas.
Rumpelhardt e Schnaufer voaram em sua primeira missão de combate com o radar Lichtenstein na noite 5–6 de agosto de 1942. Embora eles tenham conseguido fazer contato com uma aeronave inimiga, não conseguiram derrubá-la. Na noite de 24–25 de agosto de 1942, Schnaufer se tornou um ás (sua quinta vitória aérea), quando entrou com uma ação por outro Wellington, provavelmente BJ651, que foi abatido com a perda do Sargento Eric Bound e da tripulação. Esta foi a primeira vez que Rumpelhardt o guiou em contato usando o radar aerotransportado de banda UHF FuG 202 Lichtenstein B/C. Sua próxima reivindicação foi feita na noite de 28–29 de agosto. Este foi provavelmente o Halifax II W7809 do Esquadrão N.º 78 da RAF, pilotado pelo Sargento John A. B. Marshall, em um ataque secundário contra Saarbrücken. Toda a tripulação morreu no acidente. A principal força de ataque tinha como alvo Nuremberga naquela noite.
Na noite de 21–22 de dezembro de 1942, Schnaufer abateu o Avro Lancaster R5914; sua primeira vitória contra este tipo. A aeronave caiu em Poelcapelle, matando três a bordo. Foi a sétima vitória de Schnaufer. Schnaufer também pode ter sido responsável pela destruição de outro Lancaster naquela noite. Rumpelhardt e Schnaufer atacaram um Lancaster e o observaram pegando fogo, seguido pelo mergulho da aeronave em direção ao solo. Hauptmann Wilhelm Herget do I./Nachtjagdgeschwader 4 (I./NJG 4) também atacou um bombardeiro quadrimotor na mesma vizinhança. O Empate decidiu a favor de Herget, a quem foi dado crédito pela destruição do Lancaster, provavelmente o W4234. A aeronave foi abatida sobre a Bélgica, matando todos a bordo, exceto o atirador de cauda.

### Rumpelhardt ausente
No final de 1942, o total de vitórias de Schnaufer era de sete, com três registradas na noite de 1 de agosto, que lhe renderam a Cruz de Ferro de 1.ª classe (Eisernes Kreuz 1. Klasse) no início de setembro de 1942. De 29 de novembro a 16 de dezembro 1942, Rumpelhardt foi confinado ao leito de hospital com febre alta. Rumpelhardt então frequentou vários cursos de treinamento de oficiais de fevereiro a outubro de 1943. Entre 14 de maio e 3 de outubro de 1943, Schnaufer obteve 21 vitórias aéreas adicionais na ausência de Rumpelhardt; 12 com o Leutnant Dr. Leo Baro, cinco com Oberfeldwebel Erich Handke, dois com Oberleutnant Freymann e dois com Unteroffizier Heinz Bärwolf como seus operadores de rádio. Unteroffizier Heinz Wenning também voou com Schnaufer em três voos enquanto Rumpelhardt estava doente.
O II./NJG 1 viu pouca ação nos primeiros meses de 1943, e Schnaufer não reivindicou sua próxima vitória aérea até 14 de maio de 1943. As áreas de controle de Himmelbett foram localizadas para pegar os bombardeiros que se dirigiam para o Vale do Ruhr. O Comando de Bombardeiros havia feito apenas dez ataques importantes naquela região de janeiro a abril de 1943. Consequentemente, o II./NJG 1 não obteve vitórias em janeiro, dois em fevereiro, um em março e três em abril. O número de vitórias aéreas de Schnaufer aumentou novamente durante a Batalha do Ruhr. Schnaufer, com Baro como seu operador de rádio, abateu um Short Stirling R9242 do Esquadrão N.º 214 da RAF às 02:14 de 14 de maio de 1943 em uma missão de ataque contra Bochum. Quatro membros da tripulação, incluindo o Sargento piloto Raymond Gibney, perderam a vida. Sua próxima vitória na mesma missão às 03:07, sua 9.ª geral, foi um Halifax JB873 do Esquadrão N.º 98 da RAF retornando de Bochum. O capitão, Sargento G. Dane e o co-piloto Sargento J. H. Body morreram no acidente. Na noite de 29–30 de maio, o Comando de Bombardeiros atacou Wuppertal.
Schnaufer e Baro decolaram na primeira onda às 23:51 do dia 29 de maio e retornaram às 02:31 do dia 30 de maio. Eles abateram dois Stirlings, um às 00:48 e outro às 02:22, e um Halifax às 01:43. O primeiro Stirling, BF565, foi abatido perto de Kettenis, matando todos a bordo. O Halifax foi abatido sobre Sint-Truiden, matando todos, exceto um a bordo. O segundo Stirling foi abatido sobre o campo de aviação Schaffen, com todos a bordo perdendo suas vidas.
Em junho de 1943, Schnaufer reivindicou mais cinco vitórias aéreas. Schnaufer e Baro foram embaralhados em 11–12 de junho no ataque do Comando de Bombardeiros a Düsseldorf, e em 16–17 de junho na defesa de Colônia. No entanto, em ambas as missões eles não conseguiram fazer contato com o inimigo. Seu próximo sucesso veio quando eles abateram um Stirling do Esquadrão N.º 218 em 22 de junho de 1943 às 01:33. Com Baro no rádio e no radar, eles conseguiram outra vitória sobre um Wellington em 25 de junho de 1943 às 02:58. Em 29 de junho de 1943, os dois abateram três bombardeiros em outro ataque a Colônia, um Lancaster e dois bombardeiros Halifax às 01:25, 01:45 e 01:55, respectivamente. Isso elevou o número de vitórias aéreas que ele recebeu em até dezessete. Schnaufer foi promovido a Oberleutnant (primeiro-tenente) em 1 de julho de 1943. Ele era elegível para esta promoção desde abril de 1943, mas por que foi esquecido na época permanece desconhecido.
Schnaufer conquistou suas duas últimas vitórias aéreas com Baro operando o rádio na noite de 3–4 de julho. O Comando de Bombardeiros tinha novamente como alvo Colônia. Suas vítimas foram um Wellington do Esquadrão N.º 196 abatido às 00:48 e um Stirling do Esquadrão N.º 149 às 02:33, elevando seu total para 19 vitórias. Seu próximo operador de rádio foi o Oberleutnant Freymann, o operador de sinais do II. Gruppe. Sob o controle de Himmelbett, eles derrubaram um Lancaster do Esquadrão N.º 49, em outra missão de bombardeio em Colônia, em 9 de julho de 1943 às 02:33. Ele foi premiado com o Troféu de Honra da Luftwaffe (Ehrenpokal der Luftwaffe) em 26 de julho de 1943.

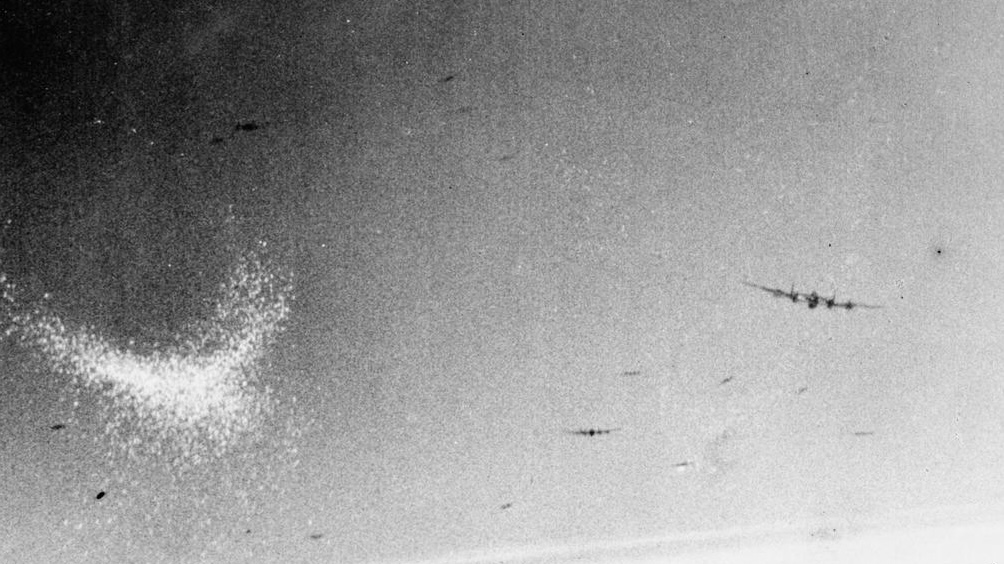
Bombardeiro da RAF lançando chaff durante um bombardeio.

Em meados de julho, a Batalha do Ruhr estava chegando ao fim e o Comando de Bombardeiros redirecionou seus esforços para a cidade portuária de Hamburgo, no norte da Alemanha. O codinome do ataque foi Operação Gomorra; o objetivo era a destruição de Hamburgo. As operações começaram em 24 de julho de 1943 e durante quatro grandes ataques noturnos da RAF e dois pequenos ataques diurnos pelas Forças Aéreas do Exército dos Estados Unidos (USAAF) entre 40.000 e 50.000 civis foram mortos. Para contrariar o crescente sucesso da força de caça noturna alemã, que foi diretamente atribuído à introdução do radar Lichtenstein, a RAF introduziu o Window (Chaff ou Düppel para os alemães). Window foi uma contramedida de radar em que a aeronave espalhou uma nuvem de pequenos pedaços finos de alumínio que efetivamente tornou impossível para o operador de radar alemão identificar o alvo genuíno.
A saturação das áreas de controle do Himmelbett por um fluxo de bombardeiros e a introdução de Window praticamente tornaram o procedimento de Himmelbett anterior obsoleto. Isso também ficou evidente para o alto comando alemão. Para combater essas medidas britânicas, duas novas estratégias foram adotadas, Wilde Sau (Wild Boar) e Zahme Sau (Tame Boar). Wilde Sau, concebido por Hans-Joachim Herrmann, foi uma técnica pela qual os bombardeiros da RAF foram atacados principalmente por caças de um único assento, iluminados por holofotes, sobre a área-alvo. O procedimento Zahme Sau proposto por Viktor von Loßberg, exigia que um caça noturno se infiltrasse no fluxo de bombardeiros. A posição, altitude e direção geral foram então transmitidas. A informação foi recebida por outros caças noturnos, que navegaram sozinhos até o fluxo de bombardeiros. Em Zahme Sau, os caças noturnos alemães foram rastreados e controlados por rádio por meio de Y-Verfahren. Schnaufer não fez nenhuma reivindicação durante a Operação Gomorra. Seu próximo sucesso veio quando ele e Freymann abateram um Lancaster em 10–11 de agosto de 1943 às 00h32. O alvo naquela noite era Nuremberga e foi a primeira vitória aérea de toda a força de caça noturna alemã alcançada pelo Y-Verfahren. Esta foi também a última vitória com Freymann e a última como membro do II. Gruppe.

### Líder de esquadrão do 12.Staffel/NJG 1
Schnaufer foi transferido para o IV Gruppe do NJG 1 (IV./NJG 1), com sede nos Países Baixos na Base Aérea de Leeuwarden, onde foi nomeado Staffelkapitän (líder do esquadrão) do 12. Staffel (12./NJG 1) em 13 de agosto de 1943. Ele assumiu o comando do Oberleutnant Eberhard Gardiewski, que havia sido feito prisioneiro de guerra. Na época, o IV./NJG 1 estava sob a liderança do Gruppenkommandeur (Comandante do Grupo) Hauptmann Hans-Joachim Jabs. A primeira impressão de Jabs sobre o Schnaufer não foi totalmente favorável. Logo após a chegada de Schnaufer, em uma de suas primeiras missões em Leeuwarden, Schnaufer havia tomado a dianteira durante o taxiamento. Isso forçou Jabs a ficar em segundo lugar na ordem de decolagem, um ato de insubordinação e percebido como arrogante por Jabs.
Schnaufer, que recebeu a Cruz Germânica em Ouro (Deutsches Kreuz in Gold) em 16 de agosto de 1943, voou sua primeira missão operacional com o 12./NJG 1 na noite de 17–18 de agosto de 1943. Embora incerto, supõe-se que Handke foi o operador de rádio e radar da Schnaufer nesta missão. O Comando de Bombardeiros tinha como alvo Peenemünde e o centro de testes de armas V naquela noite. Schnaufer, que tinha sido encarregado de liderar uma das primeiras missões Zahme Sau sob o Controle-Y, , teve que abortar a missão mais cedo devido a problemas no motor.

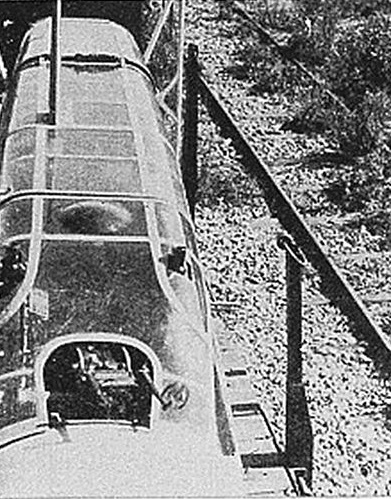
Vista traseira do vidro traseiro do cockpit de um Bf 110G com MG FF/M Schräge Musik.

Por volta de meados de setembro de 1943, a tripulação de dois homens do Bf 110 foi aumentada por um terceiro membro, às vezes chamado de Bordmechaniker (mecânico de voo) ou Bordschütze (artilheiro aéreo). A razão para isso foi que o declínio do procedimento de Himmelbett, a introdução do procedimento de transmissão Zahme Sau e a crescente ameaça de operações de caças noturnos intrusos da RAF, exigiram a necessidade de outro par de olhos atentos na retaguarda. O Unteroffizier Wilhelm Gänsler, que já havia contribuído para 17 reivindicações feitas pelo Hauptmann Ludwig Becker, foi o novo vigia da Schnaufer. Com Handtke e Gänsler como sua tripulação, Schnaufer conquistou sua 26ª vitória aérea em 23 de setembro de 1943 sobre um Stirling do Esquadrão N.º 218 da RAF durante uma missão de interceptação Wilde Sau.
Após sua estreia em ação em maio de 1943, durante a segunda metade de 1943, Schnaufer e sua equipe começaram a experimentar canhões automáticos de disparo ascendente, apelidados de Schräge Musik. Isso permitiu que o caça noturno se aproximasse e atacasse os bombardeiros por baixo—fora do campo de visão habitual da tripulação inimiga. Um ataque de um caça noturno equipado com Schräge Musik normalmente era uma surpresa completa para a tripulação do bombardeiro, que percebia que um caça noturno estava por perto apenas quando eles eram atacados. Não se sabe exatamente quando o Bf 110 da Schnaufer foi equipado com Schräge Musik. Rumpelhardt afirmou que o sistema de armas foi instalado antes de seu retorno do treinamento de oficiais. Também não se sabe exatamente quantas de suas vitórias foram conquistadas usando os canhões de disparo para cima. De acordo com Fritz Engau, que conhecia Schnaufer desde a Flugzeugführerschule C 3, 20 a 30 das vitórias aéreas de Schnaufer foram conquistadas usando armas de fogo para cima.
Rumpelhardt havia retornado de seus cursos de treinamento de oficiais no início de outubro de 1943 e se juntou à tripulação de Schnaufer. Gänsler, Rumpelhardt e Schnaufer conquistaram as 29ª e 30ª vitórias aéreas em 9 de outubro. O Oberleutnant Schnaufer foi condecorado com a Cruz de Cavaleiro da Cruz de Ferro (Ritterkreuz des Eisernen Kreuzes) por 42 vitórias em 31 de dezembro de 1943. A apresentação foi feita pelo Generalmajor (Major-general) Joseph Schmid, comandante geral do I. Jagdkorps, em 3 de janeiro de 1944.
Na noite anterior ao seu aniversário de 22 anos, em 15 de fevereiro de 1944, Schnaufer e sua tripulação conquistaram as 45ª a 47ª vitórias aéreas. O Comando de Bombardeiros havia enviado 561 Lancasters e 314 bombardeiros quadrimotores Halifax, apoiados por caças noturnos e bombardeiros De Havilland Mosquito, com destino a Berlim. Schnaufer, que sofria de dores de estômago o dia todo, e sua equipe retornaram a Leeuwarden às 00:14. Rumpelhardt foi o primeiro a parabenizá-lo pelo aniversário pelo interfone. Seus colegas aviadores prepararam uma festa de aniversário. As dores de estômago tornaram-se insuportáveis e Schnaufer foi levado para um hospital com apendicite. Ele ficou no hospital por cerca de duas semanas antes, junto com Rumpelhardt, ele voltou de férias para casa. Levantando descuidadamente sua mala, ele estourou os pontos, resultando em mais hospitalização. Ele voou sua primeira missão após esses eventos em 19 de março de 1944.

### Comandante de grupo do IV./NJG 1
Schnaufer foi nomeado Gruppenkommandeur do IV./NJG 1 em 1 de março de 1944, assumindo o comando do Gruppe de Jabs, que recebeu o comando do NJG 1. Ele foi promovido a Hauptmann em 1 de maio de 1944. Schnaufer tornou-se um ás em um dia pela primeira vez em 25 de maio de 1944, quando ele reivindicou cinco bombardeiros da RAF abatidos entre 01:15 e 01:29 para vitórias de 70 a 74. Os bombardeiros tinham como alvo o pátio de triagem ferroviário em Aachen.
Em 6 de junho de 1944, as forças aliadas ocidentais desembarcaram na Normandia, durante a Operação Overlord. Em apoio à invasão da Normandia, o General Dwight D. Eisenhower, o Comandante Supremo Aliado, designou o Comando de Bombardeiros para apoiar as forças terrestres. Na noite de 12–13 de junho, Schnaufer reivindicou sua primeira vitória após a invasão, quando 671 bombardeiros atacaram vários alvos ferroviários na França. Schnaufer alegou três bombardeiros abatidos naquela noite, o primeiro como Lancaster e o segundo e terceiro como Lancaster ou Halifax, entre 00:27 e 00:34.
O Hauptmann Schnaufer foi premiado com a Cruz de Cavaleiro da Cruz de Ferro com Folhas de Carvalho (Ritterkreuz des Eisernen Kreuzes mit Eichenlaub) em 24 de junho, após quatro vitórias aéreas conquistadas em 22 de junho, o que levou seu total para 84 vitórias. Para Schnaufer, julho de 1944 foi menos bem sucedido do que os três meses anteriores. Ele reivindicou dois bombardeiros na noite de 20–21 de julho e três em 28–29 de julho, elevando seu total para 89 vitórias aéreas. Um dia depois, em 30 de julho, ele recebeu uma carta de Göring dizendo-lhe que havia recebido a Cruz de Cavaleiro da Cruz de Ferro com Folhas de Carvalho e Espadas (Ritterkreuz des Eisernen Kreuzes mit Eichenlaub und Schwertern). O próprio Hitler fez a apresentação. Diz-se que quando ele veio para a apresentação, suas primeiras palavras foram: "Onde está o caça noturno?" Logo após a apresentação das Espadas, Rumpelhardt e Gänsler receberam a Cruz de Cavaleiro da Cruz de Ferro em 8 de agosto. Sua tripulação era a única tripulação de caças noturnos em toda a Luftwaffe da qual todos os membros da tripulação usavam essa condecoração.
No início de setembro de 1944, o NJG 1 foi forçado a abandonar seus aeródromos nos Países Baixos e Bélgica. Ataques pesados contínuos por bombardeiros da RAF e USAAF e metralhando por caças-bombardeiros aliados tornaram os aeródromos inadequados para operações. Em 2 de setembro, o VI./NJG 1 mudou-se de Sint-Truiden para Dortmund-Brackel. Schnaufer alcançou sua 100.ª vitória em 9 de outubro de 1944, quando reivindicou dois bombardeiros abatidos de uma força de ataque de 415 bombardeiros visando Bochum. Ele foi mencionado no Wehrmachtbericht em 10 de outubro de 1944 e premiado com a Cruz de Cavaleiro da Cruz de Ferro com Folhas de Carvalho, Espadas e Diamantes (Ritterkreuz des Eisernen Kreuzes mit Eichenlaub, Schwertern und Brillanten) em 16 de outubro de 1944. Ele foi o 94.º piloto da Luftwaffe a atingir a marca centenária.

### Comandante de ala doNachtjagdgeschwader4
Schnaufer foi então nomeado Geschwaderkommodore (comandante da ala) do Nachtjagdgeschwader 4 (NJG 4) em 20 de novembro de 1944; o Geschwaderkommodore mais jovem da Luftwaffe aos 22 anos. O Geschwaderstab e o II. Gruppe estavam estacionados em Gütersloh. Ele voou sua primeira missão de combate como Geschwaderkommodore em 22 de novembro de 1944 de Gütersloh e conquistou duas vitórias na área de Dortmund. Schnaufer e sua tripulação voaram de Gütersloh para Berlim-Staaken em 27 de novembro de 1944 para a apresentação oficial dos Diamantes à Cruz de Cavaleiro da Cruz de Ferro com Folhas de Carvalho e Espadas por Hitler. Após a sessão de fotos oficial do fotógrafo de Hitler, Heinrich Hoffmann, Schnaufer se encontrou com o Oberst (coronel) Nicolaus von Below, Ajudante da Luftwaffe de Hitler, no Reichsluftfahrtministerium (Ministério da Aviação). Aqui Schnaufer e sua equipe foram filmados para os cinejornais alemães Die Deutsche Wochenschau. Três dias depois, eles voltaram para Gütersloh.

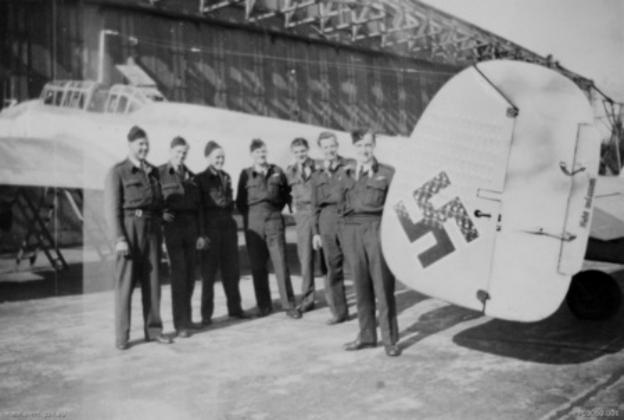
Membros da Força Aérea Real Australiana posam com o Bf 110G-4 (G9+BA, Stab/NJG 1) de Schnaufer em Schleswig, Alemanha, logo após o fim da guerra (19 de junho de 1945)

Schnaufer tornou-se o principal piloto de caça noturno em 9 de novembro de 1944. Schnaufer superou o recorde do Oberst Helmut Lent de 102 vitórias noturnas, depois que ele reivindicou três Lancasters abatidos de uma força de 235 Lancasters do Grupo N.º 5 da RAF que atacou o Canal Dortmund-Ems Canal. Schnaufer, cujo total de vitórias era de 106 no final de 1944, não conseguiu derrubar um único bombardeiro em janeiro de 1945. Foi seu primeiro mês sem apresentar uma reivindicação desde abril de 1943.
Schnaufer foi mandado para Carinhall, a residência do Reichsmarschall Hermann Göring, em 8 de fevereiro de 1945. Göring informou-o sobre a intenção de nomeá-lo como Inspekteur der Nachtjäger (Inspetor de Caças Noturnos), cargo ocupado por Oberst Werner Streib. Schnaufer recuou, não querendo expulsar seu amigo e mentor dessa posição. Ele argumentou que serviria melhor à causa alemã lutando contra o inimigo. Göring estava convencido e Schnaufer permaneceu em sua posição como Geschwaderkommodore.
A estação de rádio de propaganda britânica Soldatensender Calais parabenizou Schnaufer por seu 23º aniversário em 16 de fevereiro de 1945. A estação de rádio dirigiu-se explicitamente aos soldados do NJG 4 estacionados em Gütersloh seguido pela música "Das Nachtgespenst" [O Bicho-Papão] elogiando-o pelo título honorário dado a ele pelas tripulações de bombardeiros britânicos "O fantasma de St. Trond".
O maior sucesso de uma noite de Schnaufer e a segunda vez que ele se tornou um ás em um dia foi em 21 de fevereiro de 1945, quando reivindicou nove bombardeiros pesados Lancaster no decorrer de um dia. Dois foram reivindicados nas primeiras horas da manhã e outros sete, em apenas 19 minutos, à noite, entre as 20:44 e as 21:03. Schnaufer foi uma das figuras influentes que instigou um breve retorno às operações de intrusão em massa sobre a Inglaterra chamada Operação Gisela. O General der Nachtjagd (General de Caças Noturnos), foi o Generalleutnant Schmid, comandando o I. Jagdkorps e Kammhuber, comandando o XII. Fliegerkorps, e de fato comandante em chefe da Força de Caça Noturna Alemã até novembro de 1943, há muito desejava retornar às operações de intrusão sobre as bases do Comando de Bombardeiros na Inglaterra. As propostas encontraram resistência de Hans-Jürgen Stumpff, Chefe do Estado-Maior. Eventualmente, em outubro de 1944, Schmid ganhou o apoio de Streib, Inspekteur der Nachtjagd, para começar a planejar uma operação. Schnaufer expressou seu apoio também. Em sua experiência, ele havia perseguido regularmente bombardeiros da RAF até a costa inglesa, ou pelo menos do outro lado da linha de frente. No espaço aéreo britânico, e sobre o território que os alemães não controlavam, ele experimentou a falta de interferência de radar. Schnaufer lembrou que ele podia voar como se fosse tempo de paz, já que todos os bloqueios e interferências britânicos paravam imediatamente quando ele estava no espaço aéreo aliado.
Em 7–8 de março, ele reivindicou três bombardeiros quadrimotores da RAF para vitórias de 119 a 121. Essas foram suas últimas vitórias na guerra. Ele foi então banido de mais voos de combate e recebeu a tarefa de avaliar o então novo Dornier Do 335, um caça pesado bimotor com um layout único de "puxar-empurrar", por sua adequação como caça noturno. Desobedecendo sua proibição de voo de combate, ele voou sua última missão da guerra em 9 de abril de 1945. Tentando perseguir um Lancaster, ele decolou da Base aérea de Faßberg às 22:00 e pousou após 79 minutos às 23:19 sem sucesso.

## Prisioneiro de guerra
Schnaufer foi feito prisioneiro de guerra pelo Exército Britânico em Schleswig-Holstein em maio de 1945. Segundo Schumann, ele foi levado para a Inglaterra para interrogatório. Nesse relato, as autoridades britânicas estavam especialmente interessadas em saber se suas conquistas foram feitas sob a influência de metanfetamina ou outras drogas psicoativas estimulantes que induzem melhorias temporárias nas funções mentais ou físicas ou em ambas, conforme documentado no uso generalizado da Wehrmacht e feito para os militares alemães pela empresa Temmler-Werke GmbH, sob o nome de Pervitin. Schnaufer foi lançado no final daquele ano, em novembro, após um ataque de difteria.
De acordo com Hinchliffe, esta é uma afirmação incorreta. Hinchliffe baseou seu relato no testemunho de Rumpelhardt, que afirma que Schnaufer nunca foi levado para a Inglaterra. Rumpelhardt foi libertado em 4 de agosto de 1945 e logo depois Schnaufer foi internado em um hospital em Flensburg, doente com uma combinação de difteria e escarlatina. O interrogatório começou no final de maio de 1945 por uma equipe de doze oficiais do Departamento de Inteligência Técnica Aérea (DAT), liderada pelo Comodoro do ar Roderick Aeneas Chisholm. Os prisioneiros alemães foram levados para Eggebek. Aqui eles conduziram uma série de entrevistas com vários membros da força de caças noturnos.

## Vida depois da guerra e morte
Após sua alta do hospital e como prisioneiro de guerra—a data exata é desconhecida—Schnaufer assumiu o negócio de vinhos da família. Ele nunca havia planejado administrar a vinícola da família, pois sua ambição sempre foi seguir a carreira de oficial na Luftwaffe. No entanto, logo após a Segunda Guerra Mundial, o negócio praticamente deixou de existir e Schnaufer recebeu a tarefa de reconstruí-lo do zero. Ele teve que restabelecer os vínculos comerciais com fornecedores e clientes e consolidá-los. Depois teve que fazer novos contatos para facilitar a expansão e o crescimento do negócio. Por último, ele teve que criar uma infraestrutura que suportasse o crescimento do negócio.

"Qualidade antes da quantidade."

O lema de negócios de Heinz Schnaufer
À medida que o negócio do vinho começou a prosperar, Schnaufer também pensou em possibilidades alternativas de emprego na aviação em tempos de paz. Com seu amigo de guerra Hermann Greiner, ele viajou de Weil am Rhein para Berna na Suíça para encontrar diplomatas sul-americanos; os dois esperavam encontrar emprego como pilotos na América do Sul. Para chegar a Berna, eles cruzaram ilegalmente a fronteira suíça-alemã. A reunião foi um fracasso. Enquanto tentavam fazer uma segunda travessia ilegal de fronteira para retornar à Alemanha, foram pegos por guardas de fronteira suíços. Os suíços os entregaram às autoridades de ocupação francesas e foram presos em Lörrach, onde permaneceram até que Schnaufer conseguiu fazer contato com um general francês, que era cliente da vinícola Schnaufer e os liberou. Essa desventura o manteve afastado de seus negócios por cerca de meio ano.

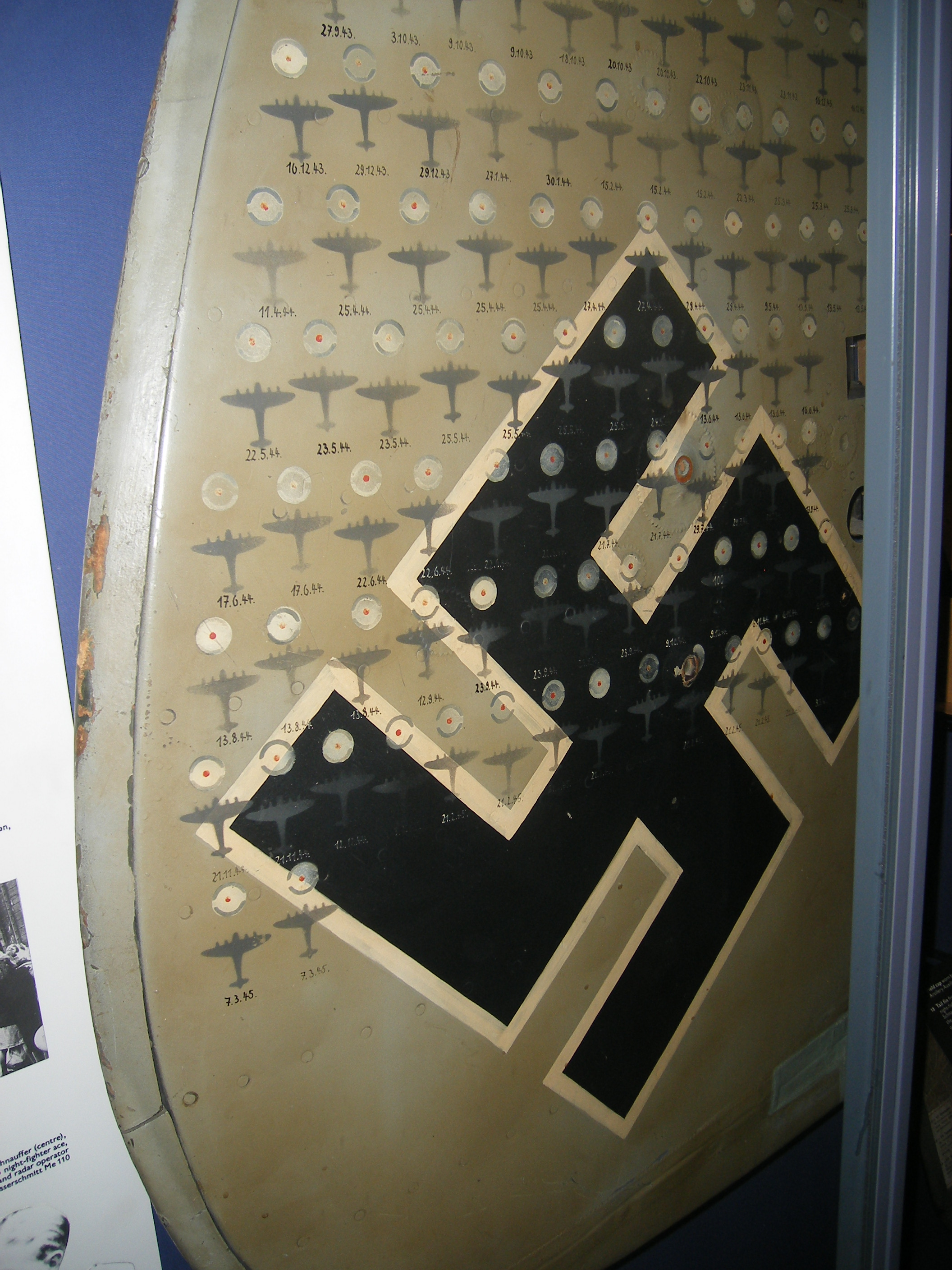
Uma das barbatanas da cauda do Bf 110 de Heinz-Wolfgang Schnaufer. Exibe todas as suas 121 vitórias, Museu Imperial da Guerra (2010)

Em julho de 1950, Schnaufer estava em uma visita de compra de vinhos à França. Na tarde de 13 de julho, ele estava indo para o sul na Route Nationale 10 em seu Mercedes-Benz 170 conversível com um número de registro "AWW 44-3425". Ao sul de Bordéus, por volta das 18:30, ele se envolveu em uma colisão com um caminhão Renault 22. O acidente ocorreu no cruzamento da estrada D1, atual D211, e a N10, atual D1010, em Cestas (44° 42′ 04″ N, 0° 42′ 20″ O). O caminhão, dirigido por Jean Antoine Gasc, transportava 6 toneladas de cilindros de gás vazios. A colisão rompeu o tanque de combustível da Mercedes e incendiou a gasolina. Testemunhas do acidente rapidamente apagaram as chamas. Alice Ducourneau deu os primeiros socorros a Schnaufer, que estava sangrando de uma ferida na parte de trás da cabeça. A polícia apareceu no local do acidente por volta das 19:30, seguida por uma ambulância logo em seguida. Schnaufer sofreu uma fratura no crânio e foi imediatamente levado para o Hôpital Saint-André em Bordéus.
Schnaufer nunca recuperou a consciência e sucumbiu aos ferimentos no hospital dois dias depois, em 15 de julho de 1950. A investigação sobre o acidente concluiu que, embora o impacto dos dois veículos tenha sido grave, parecia improvável que a própria colisão fosse a causa de seus ferimentos. Especulou-se que pelo menos uma carga do caminhão de 30 cilindros de gás vazios, que foram arremessados pela colisão, atingiu Schnaufer na cabeça. Posteriormente, o motorista do caminhão foi acusado de homicídio culposo e violação das regras de trânsito perante um tribunal em Jauge, Cestas. A audiência começou em 29 de julho de 1950 e terminou com sua condenação em 16 de novembro de 1950. Gasc foi considerado culpado de não ceder o direito de passagem, e sua velocidade foi considerada muito alta. Foi decidido que, como consequência de não observar a lei, ele involuntariamente causou a morte de Schnaufer.
O Messerschmitt Bf 110 G-4/U 8 de Schnaufer foi trazido para a Inglaterra após a guerra. A aeronave foi exibida no Hyde Park de Londres. O estabilizador vertical a bombordo desta aeronave de cauda dupla, registrando todas as suas vitórias, está preservado no Museu Imperial da Guerra em Londres. Uma barbatana de outro Bf 110 pilotado por Schnaufer está no Memorial de Guerra Australiano em Camberra. A rua "Heinz-Schnaufer-Straße" em Calw tem o seu nome.

## Sumário da carreira

### Reivindicações de vitórias aéreas
Schnaufer foi o piloto de caça noturno de maior pontuação da Segunda Guerra Mundial. Ele foi creditado com 121 vitórias aéreas reivindicadas em apenas 164 missões de combate. Seu total de vitórias inclui 114 bombardeiros quadrimotores da RAF; possivelmente respondendo por mais baixas da RAF do que qualquer outro piloto de caça da Luftwaffe e tornando-se o terceiro maior ás da Luftwaffe contra as Forças Aéreas Aliadas Ocidentais. Seu livro de voo indicava 2.300 decolagens e 1.133 horas de voo. Matthews e Foreman, autores de Luftwaffe Aces — Biographies and Victory Claims, pesquisaram os Arquivos Federais Alemães e encontraram documentação para 119 reivindicações de vitória aérea noturna, além de outras três reivindicações não confirmadas.
Até o final de 1944, Schnaufer documentou suas vitórias aéreas com localizações geográficas detalhadas. Após esta data, ele reivindicou suas vitórias sobre o território ocupado pelos Aliados, e suas vitórias foram registradas em um Planquadrat (referência de grade), por exemplo "KP-IP". O mapa de grade era composto de retângulos medindo 15 minutos de latitude por 30 minutos de longitude, uma área de cerca de 360 milhas quadradas (930 km²).

### Condecorações
- Distintivo de Voo do Fronte da Luftwaffe para Caças Noturnos em Ouro[106]
- Distintivo de Piloto/Observador[106]
- Distintivo de Ferido em Preto[106]
- Cruz de Ferro (1939)
  - 2ª classe (2 de junho de 1942)[107]
  - 1ª classe (19 de outubro de 1942)[107]
- Troféu de Honra da Luftwaffe (26 de julho de 1943) como Leutnant e piloto[[108]
- Cruz Germânica em Ouro (16 de agosto de 1943) como Oberleutnant no II./NJG 1[109]
- Cruz de Cavaleiro da Cruz de Ferro (31 de dezembro de 1943) como Oberleutnant e Staffelführer do 12./NJG 1[110]
  - 507ª Folhas de Carvalho (24 de junho de 1944) como Hauptmann e Gruppenkommandeur do IV./NJG 1[111][112]
  - 84ª Espadas (30 de julho de 1944)[113] como Hauptmann e Gruppenkommandeur do IV./NJG 1[Nota 3]
  - 21º Diamantes (16 de outubro de 1944) como Hauptmann e Gruppenkommandeur do IV./NJG 1[111][114]